# Peter Blom (bankdirecteur)
Peter Blom (1956) is een Nederlands bankier, gewezen directievoorzitter van Triodos Bank. en commissaris van diverse beheersorganen. 

## Biografie
Blom studeerde economie in Amsterdam. Hij werkte sinds de oprichting in 1980 bij de bank, eerst als medewerker kredietverlening. De ramp in Tsjernobyl in 1986 verlegde steeds meer aandacht naar duurzame energie. Blom heeft toen intensief gelobbyd en gewerkt aan het oprichten van de eerste windparken. Triodos Bank werd zo de eerste financier van windmolens in Nederland. Hij werd in 1989 benoemd tot algemeen directeur van de bank en gaf in die hoedanigheid de aanzet tot het openen van bankfilialen in andere Europese landen. In 1997 werd hij gepromoveerd tot directievoorzitter (Chief executive officer, CEO). Peter Blom heeft op 22 september 2020 bekendgemaakt dat hij zijn functie als CEO in de loop van 2021 zou neerleggen.
Blom werd in 2010 benoemd tot lid van de Club van Rome. . Hij gaf, naast andere maatschappelijke initiatieven, in 2011 de aanzet tot het Sustainable Finance Lab, met onder meer Herman Wijffels, een denktank van academici en leidinggevenden in het bankwezen.
Peter Blom is per 1 september 2021 benoemd tot lid van de raad van commissarissen (RvC) van De Nederlandsche Bank. Op voordracht van de raad heeft minister van Financiën Wopke Hoekstra, als aandeelhouder van de DNB, besloten tot zijn benoeming als achtste lid van de RvC, met een financiële sector-profiel.. Peter Blom heeft sinds 7 november 2022 tijdelijk zijn werkzaamheden als commissaris van DNB neergelegd. In september 2023 heeft hij besloten om terug te treden. Blom is sinds september 2021 commissaris bij DNB. Aanleiding voor zijn besluit was het onduidelijke verloop van mogelijke procedures tegen Triodos Bank, waar hij tot 21 mei 2021 voorzitter van de raad van bestuur was.
Met ingang van 1 september 2021 werd hij eveneens benoemd tot voorzitter van de Centrale Plan Commissie (CPC), het toezichtsorgaan van het Centraal Planbureau (CPB). Hij was sinds 2017 lid van deze commissie. De benoeming tot voorzitter geldt voor een periode van vier jaar.